# 울란우데역
울란우데역(Улан-Удэ вокзал)은 러시아 부랴트 공화국 울란우데에 있는 시베리아 횡단철도의 역이다. 몽골 횡단 철도가 분기해서 산업상 중요하다.
2011년 8월 김정일 조선민주주의인민공화국 제1국방위원장이 이 역에 특별 열차로 도착하기도 했다.